# دنی گایسوموف
دنی گایسوموف (انگلیسی: Deni Gaisumov؛ زادهٔ ۶ فوریهٔ ۱۹۶۸) بازیکن فوتبال اهل جمهوری آذربایجان است.
از باشگاه‌هایی که در آن بازی کرده‌است می‌توان به باشگاه فوتبال احمد گروزنی، باشگاه فوتبال زسکا مسکو، باشگاه فوتبال سوکول ساراتوف، باشگاه فوتبال اسپارتاک مسکو، باشگاه فرهنگی ورزشی دبی، و باشگاه فوتبال آتیراو اشاره کرد.
وی همچنین در تیم ملی فوتبال جمهوری آذربایجان بازی کرده‌است.